# 克雷蒂夫齊
49°38′2″N 25°50′24″E / 49.63389°N 25.84000°E
克雷蒂夫齊（羅馬化：Kretivtsi）是烏克蘭的村落，位於該國西部捷爾諾波爾州，由捷尔诺波尔区負責管轄，處於內特奇河畔，始建於1463年，面積2.51平方公里，2001年人口303。